# 伊奈信男賞
伊奈信男賞（いなのぶおしょう）は、ニコン主催の写真の賞。
ニコンサロン名誉館長（1968年から1978年）であった写真評論家伊奈信男の、日本写真界の発展に対する貢献と業績を記念して1976年に創設された。
ニコンサロンで毎年10月から翌年9月までの1年間に開催された全ての作品展の中から最も優れたものに与えられる。
1995年からは従来の正賞、賞状、および副賞のニコン製品に加え、100万円の賞金が与えられる。

## 受賞者・受賞作一覧

### 第1回から第10回
- 第1回（1976年度） 
  - 山村雅昭 「植物に」
- 第2回（1977年度） 
  - 深瀬昌久 「烏」
- 第3回（1978年度） 
  - 土田ヒロミ 「ヒロシマ 1945-1978 ＜原爆の子＞の三十余年」
- 第4回（1979年度） 
  - 栗林慧 「螢」
- 第5回（1980年度） 
  - 十文字美信 「蘭の舟」
- 第6回（1981年度） 
  - 伊藤明徳「伊藤明徳 原風景」
- 第7回（1982年度） 
  - 英伸三・桑原史成 「ドキュメント二人展」
- 第8回（1983年度） 
  - 中村梧郎 「Agent Orange 戦場の枯葉剤」
- 第9回（1984年度） 
  - 増田彰久 「アール・デコの館」
- 第10回（1985年度） 
  - 郷津雅夫 「バワリーストリート（昼⇔夜）」

### 第11回から第20回
- 第11回（1986年度） 
  - 長野重一 「遠い視線」
- 第12回（1987年度)
  - 津田一郎 「無名地帯 −伝来の地」
- 第13回（1988年度） 
  - 鬼海弘雄 「王たちの肖像（浅草寺境内）」
- 第14回（1989年度）
  - 横須賀功光 「光銀事件」
- 第15回（1990年度）
  - 尹冑榮 「来世を待つ人々 −ネパール・カトマンズにて」
- 第16回（1991年度） 
  - 榊晃弘 「歴史の街並」
- 第17回（1992年度） 
  - 鈴木清 「母の溟」
- 第18回（1993年度） 
  - 鈴木邦弘 「森の人 Pygmy」
- 第19回（1994年度） 
  - 有野永霧 「空蝉の都市・ヨーロッパ編」
- 第20回（1995年度） 
  - 江口弘美 「植物 Part III」

### 第21回から第30回
- 第21回（1996年度） 
  - 南良和 「黄土高原 麦と窰洞（ヤオトン）の人々」
- 第22回（1997年度） 
  - 山内道雄 「HONG KONG 英領香港」
- 第23回（1998年度） 
  - 神村光洋 「ZOO」
- 第24回（1999年度）
  - 百々俊二 「千年楽土」
- 第25回（2000年度）
  - 内山英明 「JAPAN UNDERGROUND 地下の迷宮 II」
- 第26回（2001年度）
  - 山崎博 「櫻花図」
- 第27回（2002年度）
  - 古屋誠一 「Last Trip to Venice」
- 第28回（2003年度） 
  - 大島洋 「千の顔、千の国−エチオピア」
- 第29回（2004年度） 
  - 宍戸清孝「21世紀への帰還 IV」
- 第30回（2005年度） 
  - 下瀬信雄「結界 V」

### 第31回から第40回
- 第31回（2006年度）
  - 港千尋「市民の色 chromatic citizen」
- 第32回（2007年度）
  - 北島敬三「USSR 1991」
- 第33回（2008年度）
  - 平敷兼七「山羊の肺 沖縄1968-2005年」
- 第34回（2009年度）
  - 太田順一「父の日記」
- 第35回（2010年度）
  - 普後均「On the circle」
- 第36回（2011年度）
  - 李尚一「光州 望月洞」
- 第37回（2012年度）
  - BRIAN Y. SATO「ごくろうさま：ハワイの日系二世」
- 第38回（2013年度）
  - 鈴木吼五郎「鉱山、プランテーション、縫製工場」
- 第39回（2014年度）
  - 金村修 「Ansel Adams Stardust(You are not alone)」
- 第40回（2015年度）
  - 奥山淳志「あたらしい糸に」

### 第41回から第49回
- 第41回（2016年度）
  - 藤岡亜弥「川はゆく」
- 第42回（2017年度）
  - 菅野ぱんだ「Planet Fukushima」
- 第43回（2018年度）
  - インベカヲリ★「理想の猫じゃない」
- 第44回（2019年度）
  - 岩根愛「KIPUKA」
- 第45回（2020年度）
  - 甲斐啓二郎「骨の髄 / Down to the Bone」
- 第46回（2021年度)
  - 原啓義「まちのねにすむ」
- 第47回（2022年度）
  - 宮田恵理子「disguise」
- 第48回（2023年度）
  - ERIC（エリック）「東京超深度掘削坑」
- 第49回（2024年度）
  - 紀成道「風と土と　x elements/Earth」